# Fisktjärnen (Los socken, Hälsingland)
Fisktjärnen är en sjö i Ljusdals kommun i Hälsingland och ingår i Ljusnans huvudavrinningsområde.